# 阿林蒂卡火山

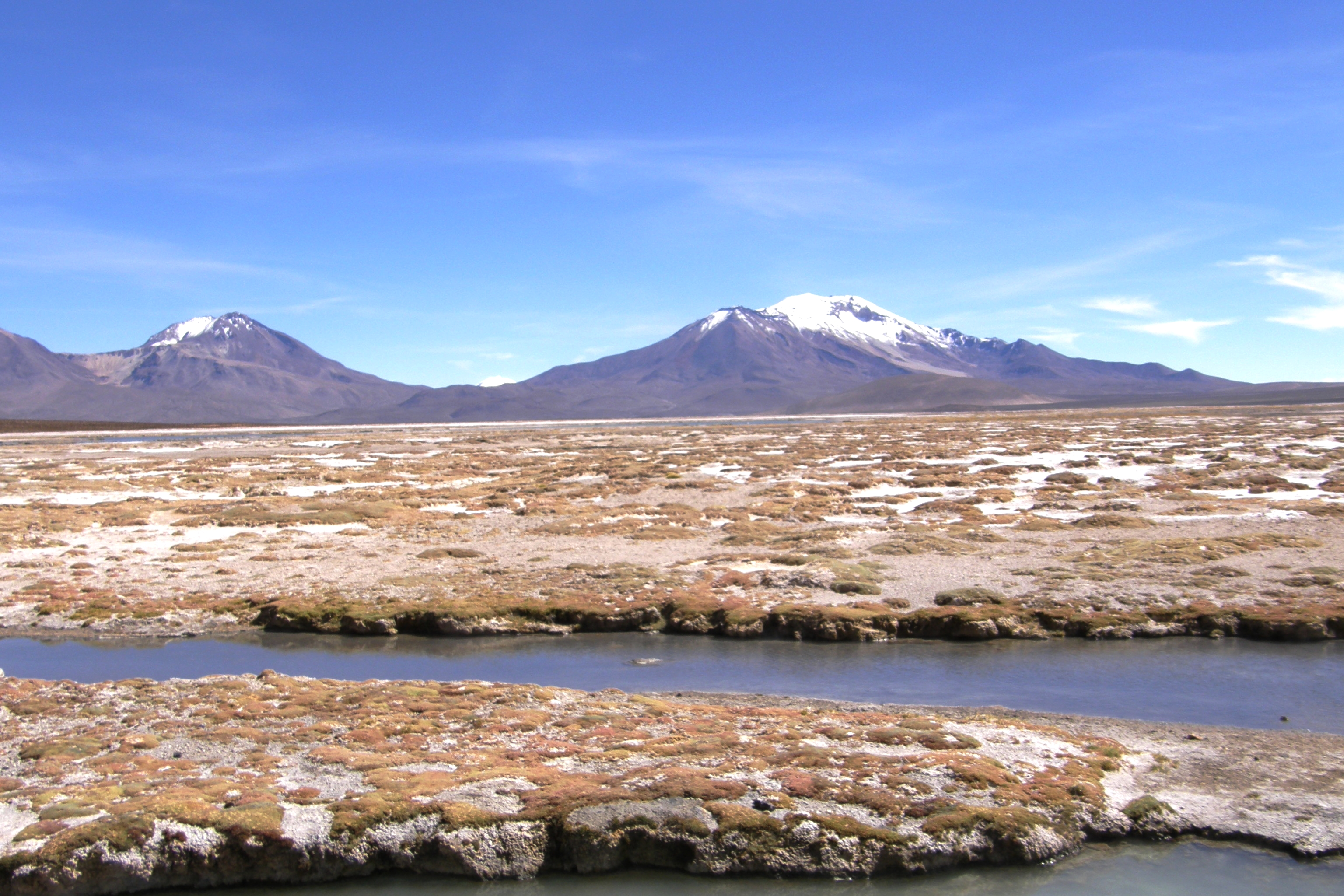

18°45′S 69°03′W / 18.750°S 69.050°W
阿林蒂卡火山（西班牙語：Volcán Arintica），是智利的火山，位於該國北部阿里卡和帕里納科塔大區，毗鄰與玻利維亞接壤的邊境，屬於安第斯山脈的一部分，海拔高度5,597米。